# 2011 North American Tour EP
2011 North American Tour EP es el decimotercero EP de la banda estadounidense Linkin Park, publicado gratuitamente en 20 de diciembre de 2010 en su sitio web oficial.

## Disco
Contiene siete fotos tomadas durante la gira europea del grupo entre octubre y noviembre de 2010 y dos canciones en vivo del concierto de Tel Aviv de 15 de noviembre de 2010 además de tres pistas de tres grupos que apoyarían a Linkin Park en la gira norteamericana de 2011 y de las cuales Chester Bennington se declaró fan de: The Prodigy, Pendulum y Does It Offend You, Yeah?.

## Lista de canciones
Las canciones son de Linkin Park, excepto las que se indican.

| 2011 North American Tour EP |                                                         |          |  |
| N.º                         | Título                                                  | Duración |  |
| 1.                          | «Numb» (Live from Tel Aviv 11-15-2010)                  | 4:32     |  |
| 2.                          | «When They Come For Me» (Live from Tel Aviv 11-15-2010) | 5:15     |  |
| 3.                          | «Omen (The Prodigy)»                                    | 3:39     |  |
| 4.                          | «Watercolour (Pendulum)»                                | 5:09     |  |
| 5.                          | «We Are The Dead (It Does Offend You, Yeah?)»           | 4:07     |  |
| 22:42                       |                                                         |          |  |

## Personal
- Chester Bennington — voz, percusión (canción 2)
- Mike Shinoda — voz, teclado
- Brad Delson — guitarra, percusión y megáfono (canción 2)
- Phoenix — bajo, coro (canción 2)
- Rob Bourdon — Batería
- Joe Hahn — caja de ritmos (canción 2)